# Arabische Biene
Die Arabische Biene (Apis mellifera jemenitica) ist eine Unterart der Honigbiene der südlichen arabischen Halbinsel, südlich der Sahara, dem Sudan und Somalia. Sie wird aufgrund morphologischer Untersuchungen von Friedrich Ruttner zur Gruppe der Bienen des tropischen Afrikas gezählt.

## Morphologie und Verhalten
Apis mellifera jemenitica ist recht klein und gedrungen von Gestalt. Die Panzerfarbe des Hinterleibes der Arbeiterinnen zeigt 1 bis 3 gelbe Ringe, die Gelbfärbung ist wechselnd ausgedehnt. Von den morphologischen Daten ähnelt sie teilweise der Östlichen Honigbiene (Apis cerana). Apis mellifera jemenitica ist vom Verhalten an die extremen heimatlichen Temperaturen angepasst und bildet relativ kleine Völker.